# Edwin von Hacke
Edwin Carl Wilhelm Graf von Hacke (* 18. Dezember 1821 in Berlin; † 3. Februar 1890 in Palermo) war Rittergutsbesitzer, Zuckerfabrikant und Mitglied des Deutschen Reichstags.

## Leben
Hacke war ein Sohn des Wilhelm Georg Werner Graf von Hacke und der Julie geb. von Marschall. Er besuchte die Erziehungsanstalt der evangelischen Brüdergemeinde in Niesky und das Köllnische Realgymnasium in Berlin. Er studierte Rechtswissenschaften und Verwaltungswissenschaften an den Universitäten Heidelberg und Berlin. 1847 wurde er Auskultator in Naumburg an der Saale und 1850 Regierungsreferendar in Erfurt.
Ab 1852 war er Landwirt und in Kreiskommunalämtern tätig, ab 1854 bewirtschaftete er das Rittergut Altranft, wo er auch Mitinhaber der Altranfter Zuckerfabrik H. Jung & Co. war. Er wurde als Landwehroffizier öfter zum Dienst eingezogen und 1863 als Premier-Lieutenant verabschiedet.
Von 1861 bis 1866 und 1877 bis 1882 war er Vertreter des 5. Potsdamer Wahlbezirks (Kreise Ober- und Niederbarnim) im Preußischen Abgeordnetenhaus und gehörte dem linken Zentrum an, später der nationalliberalen Partei. Zwischen 1874 und 1877 und von 1884 bis 1887 war er Mitglied des Deutschen Reichstags für den Wahlkreis Regierungsbezirk Potsdam 5 (Oberbarnim) und die Nationalliberale Partei.
1878 ließ er das 1820 von seiner Familie erworbene Herrenhaus Altranft durch Umbau in seine heutige Gestalt bringen. Seit 1860 war er mit Veronika Franziska von Flemming verheiratet. Der Ehe entstammte die Tochter Freda (1870–1912), die 1892 Arnold Freiherrn von Eckhardtstein auf Klosterdorf heiratete.